# Takeo (Saga)
Takeo (japanisch 武雄市, -shi) ist eine Stadt der Präfektur Saga auf der Insel Kyūshū in Japan.

## Geographie
Takeo liegt westlich von Fukuoka und Saga.

## Geschichte
Der Ort war lange vor allem wegen seiner heißen Quellen bekannt. Zu den traditionellen Produkten gehört Keramik mit den Bezeichnungen Kuromuta-yaki (黒牟田焼) oder Tatarō-yaki. auf dem tiefer gelegenen Gelände wird Reis angebaut, in den Höhenlagen Mandarinen, Tee und Kaki.
Takeo wurde am 1. April 1954 zur Stadt.

## Verkehr
- Straßen:
  - Nagasaki-Autobahn
  - Nishi-Kyūshū-Autobahn nach Sasebo
  - Nationalstraßen 34, 35, 498
- Eisenbahn:
  - JR Sasebo-Linie: nach Sasebo

## Angrenzende Städte und Gemeinden
| - Präfektur Saga - Karatsu - Imari - Taku - Ureshino - Arita - Ōmachi - Shiroishi | - Präfektur Nagasaki - Hasami |

## Städtepartnerschaft
Partnerstadt von Takeo ist Sebastopol (Kalifornien).

## Weblinks

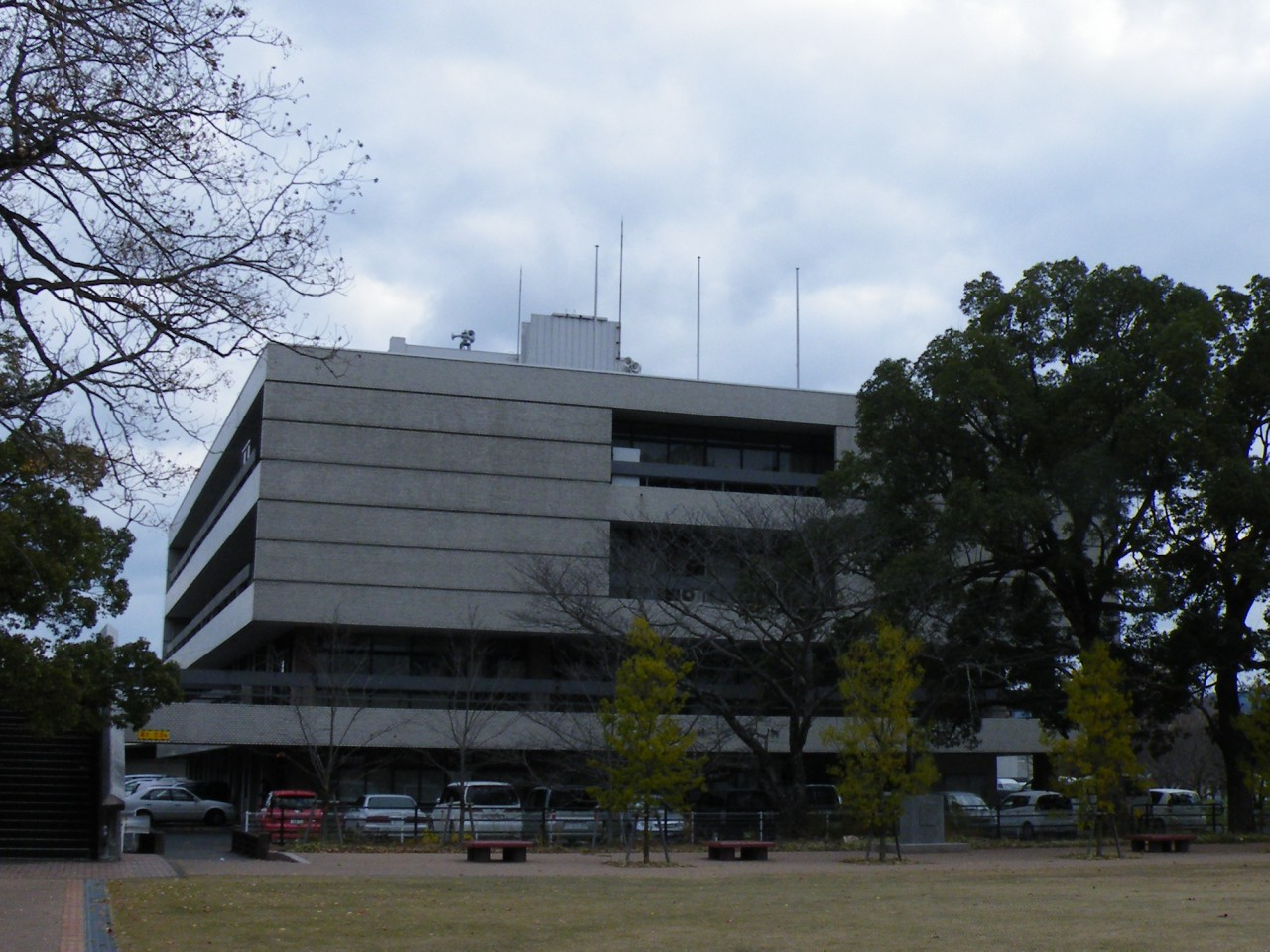
Rathaus von Takeo

## Nachweise
1. ↑  Sebastopol Website – Sister City Program (Memento des Originals vom 14. März 2012 im Internet Archive)  Info: Der Archivlink wurde automatisch eingesetzt und noch nicht geprüft. Bitte prüfe Original- und Archivlink gemäß Anleitung und entferne dann diesen Hinweis.